# Vapor Aranyó
El Vapor Aranyó és una fàbrica de Santa Perpètua de Mogoda (Vallès Occidental) catalogada com a bé cultural d'interès local. Es troba al nucli antic i és l'únic exemple d'arquitectura industrial del municipi.

## Història
La primera nau de la fàbrica tèxtil del vapor, la nau baixa, es va començar a construir l'any 1857 per encàrrec de l'empresari Claudi Aranyó i Aranyó. Es va escollir aquest emplaçament per la proximitat de la riera de Caldes i el transport de carbó de les mines de Sant Joan de les Abadesses mitjançant el ferrocarril, que en un futur proper hi permetrien treballar a preus més competitius.
El 1867 es va fer una ampliació que resultà poc significativa i que fou enderrocada l'any 2000. El 1872 es construí la nau principal per tal d'incorporar els telers de vapor. Es passa de 55 telers comuns de cotó a mà entre 1870 i 1871, a 60 teleres mecànics a vapor. Paral·lelament a aquest, Claudi Aranyó emprenguñe l'edificació d'una nova fàbrica de filats i teixits a Sant Martí de Provençals. La liberalització dels aranzels afectà directament les seves empreses i ambdós projectes van quedar paralitzats. El 1884, Aranyó morí sobtadament, i el vapor de Santa Perpètua va quedar aturat i els hereus arrendaren l'espai a diferents industrials. Joan Xiol Ferrer hi instal·là 109 telers mecànics, l'empresa Puig Porqueras tenia 8 telers a vapor i l'industrial cotoner Pere Solà Borés llogà a Xiol un espai per crear una empresa amb 140 treballadors.
Durant la Guerra Civil, el vapor va acollir refugiats i va fer funcions de magatzem i garatge per a vehicles. El 1945, la família Aranyó el vengué als empresaris Agustí Portell i Guillem Moreso.
L'any 1996, l'Ajuntament elaborà el Pla especial de protecció del patrimoni arquitectònic de Santa Perpètua de la Mogoda i el vapor hi figurà com a patrimoni d'interès industrial. Actualment, és propietat municipal.

## Descripció
El conjunt fabril ocupa una superfície de 6.157 m² i està integrat per dues construccions principals, independents una de l'altra, i disposades en «L», al llarg de dos carrers: la nau baixa, al carrer Enric Granados, i la nau principal situada al llarg del carrer de Martí Costa.

### Nau baixa
Es tracta d'una nau allargada (40 x 12 m) d'una sola planta. L'estructura es compon d'un pilar central i 16 crugies que reposen en una filera de peus ubicats al centre de la nau. Els peus, acabats en capçal, suporten una biga comunera que creua la nau d'una punta a l'altra. Entre la biga comunera i les pilastres de les parets laterals llargues, es disposen els cavalls que suporten una coberta a dues aigües de teula àrab. Les parets de la nau són de fàbrica i el sistema d'Il·luminació és d'una finestra vertical per crugia, disposades al llarg de les parets lateral llargues.

### Nau alta
La nau A és de l'any 1872 i més gran que l'altra (56 x 18 m) i consta de planta baixa i pis. La planta baixa presenta un espai unitari format per 14 crugies amb una estructura vertical de columnes de fosa de dos tipologies diferents. Al pis no hi ha columnes. Aquest està format per arcades de totxo massís que suporten les bigues de la coberta. A la part alta de la façana sobresurten els volums de les finestres, amb teulada a dues aigües perpendiculars a la teulada principal.
La façana curta orientada al nord va quedar sense acabar, se li va donar tractament de paret mitgera. A més de les dues naus, a l'espai format per l'illa del vapor hi trobem altres construccions annexes disposades de forma desordenada. La xemeneia, la torre d'entrada pel carrer Sant Isidre i un conjunt de les primeres cases urbanes construïdes a Santa Perpètua.